# Ivan Fuqua
Ivan William Fuqua (ur. 9 sierpnia 1909 w Decatur w stanie Illinois, zm. 14 stycznia 1994 w Raleigh w Karolinie Północnej) – amerykański lekkoatleta, sprinter, mistrz olimpijski z 1932.
Fuqua biegł na pierwszej zmianie amerykańskiej sztafety 4 × 400 metrów, która zdobyła złoty medal na igrzyskach olimpijskich w 1932 w Los Angeles, ustanawiając rekord świata wynikiem 3:08,2 (biegła w składzie: Fuqua, Edgar Ablowich, Karl Warner i Bill Carr).
Jako student Indiana University zwyciężył na światowych igrzyskach studentów w 1934 w Turynie w biegu na 400 metrów.
Fuqua był mistrzem Stanów Zjednoczonych (AAU) w biegu na 400 metrów w 1933 i 1934.
W późniejszym czasie pracował jako trener na University of Connecticut i Brown University. W czasie II wojny  światowej służył w marynarce wojennej USA, dochodząc do stopnia Lieutenant-Commander.